# Ruta Provincial 347 (Tucumán)
La Ruta Provincial 347 es una carretera de Tucumán, Argentina, que conecta la Ruta Nacional 9 con la Ruta provincial 312 en El Cadillal de forma perpendicular a sí misma. La carretera se encuentra pavimentada en toda su extensión. 
En 1986 se construyó la autopista entre San Miguel de Tucumán y El Cadillal, reduciendo el tiempo de viaje. En 2018, a raíz de la crecida del río Loro en enero del mismo año, el tramo de la ruta cercano a la usina del dique Celestino Gelsi se derrumbó y colapsó. Por esta razón se realizó un nuevo encauce del río y una nueva defensa para reconstruir el tramo derrumbado. 
En 2022 el legislador Juan Rojas propuso cobrar un peaje en el acceso a la villa turística por la carretera. Este proyecto no fue aprobado, ya que se consideró que no sería beneficioso para el desarrollo del turismo en la comuna. 

## Localidades
Las localidades por las que pasa son las siguientes:
- Departamento Tafí Viejo: El Cadillal.